# Bureau of American Ethnology
Bureau of American Ethnology (BAE) var ett med Smithsonian Institution förenat, 1879 grundlagt institut för utforskande av den amerikanska kontinentens urbefolkning och dess kultur. Bureau of American Ethnology gav ut Contributions to North American ethnology, Annual reports, Bulletin, Introductions och Miscellaneous publications.
1964 gick man samman med Smithsonian's Department of Anthropology och bildade Smithsonian Office of Anthropology som 1968 blev National Anthropological Archives.